# Regioni del Portogallo per indice di sviluppo umano
      > 0.900
     0.875 – 0.850
     0.850 – 0.825
      < 0.825

Regioni del Portogallo per indice di sviluppo umano (2019).
> 0.900
0.875 – 0.850
0.850 – 0.825
< 0.825

Questa è una lista delle regioni del Portogallo per indice di sviluppo umano 2019.
| Pos.                        | Regione                       | HDI (2019)                  | Comparabile con (2019)      |
| Very high human development | Very high human development   | Very high human development | Very high human development |
| --------------------------- | ----------------------------- | --------------------------- | --------------------------- |
| 1                           | Area metropolitana di Lisbona | 0.901                       | Francia                     |
| –                           | Portogallo (media)            | 0.864                       | Lettonia                    |
| 2                           | Centro                        | 0.856                       | Ungheria, Arabia Saudita    |
| 3                           | Norte                         | 0.851                       | Cile, Croazia               |
| 4                           | Algarve                       | 0.847                       | Qatar                       |
| 5                           | Alentejo                      | 0.840                       | Brunei                      |
| 6                           | Madeira                       | 0.818                       | Uruguay                     |
| 7                           | Azzorre                       | 0.807                       | Kuwait, Serbia              |